# Noble Islets
Die Noble Islets sind eine Gruppe von zwei kleinen Eilanden vor der Pazifikküste der kanadischen Provinz British Columbia. Im Süden werden sie durch den Goletas-Kanal von Vancouver Island getrennt. Anders als das nördlich gelegene Hurst Island liegen sie nicht mehr im God’s Pocket Marine Provincial Park. Östlich der Noble Islets liegen schließlich die Blyth Islands. Verwaltungsmäßig gehören sie wie ihre Nachbarinseln zum Regional District of Mount Waddington.
Die Noble Islets gehören zum traditionellen Siedlungsgebiet der Tlatlasikwala. Hier lag in der Vergangenheit ein Fort bzw. eine befestigte Siedlung namens ya̱kwi’las. Der Name der Siedlung wird ins Englische als „place of parents of twins“ oder „place without landing“ übersetzt. Ihren heutigen Namen erhielt die Inselgruppe vom britischen Marineoffizier Daniel Pender im Jahr 1864. Er benannte sie nach Edward Rothwell Noble, einem Seemann, der zeitweise in den Küstengewässern um Vancouver Island unter Pender als Midshipman auf der Beaver diente.
Auf der nördlichen Insel unterhält die kanadische Küstenwache einen Leuchtturm (Nummer: G5636). Er dient unter anderem Schiffen, die auf der Inside Passage verkehren, zur Navigation.